# Arco del Sacramento

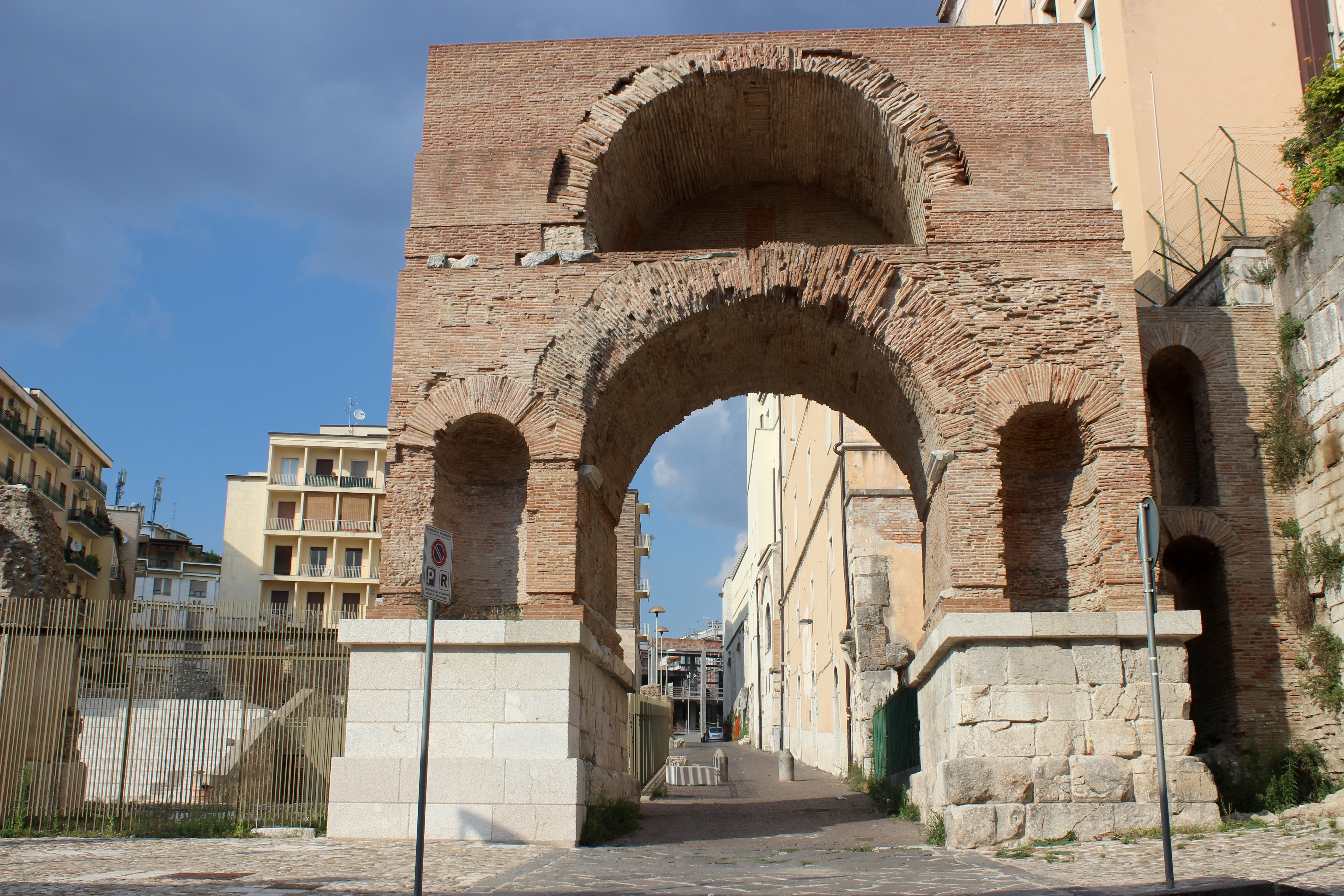
L'arco del Sacramento

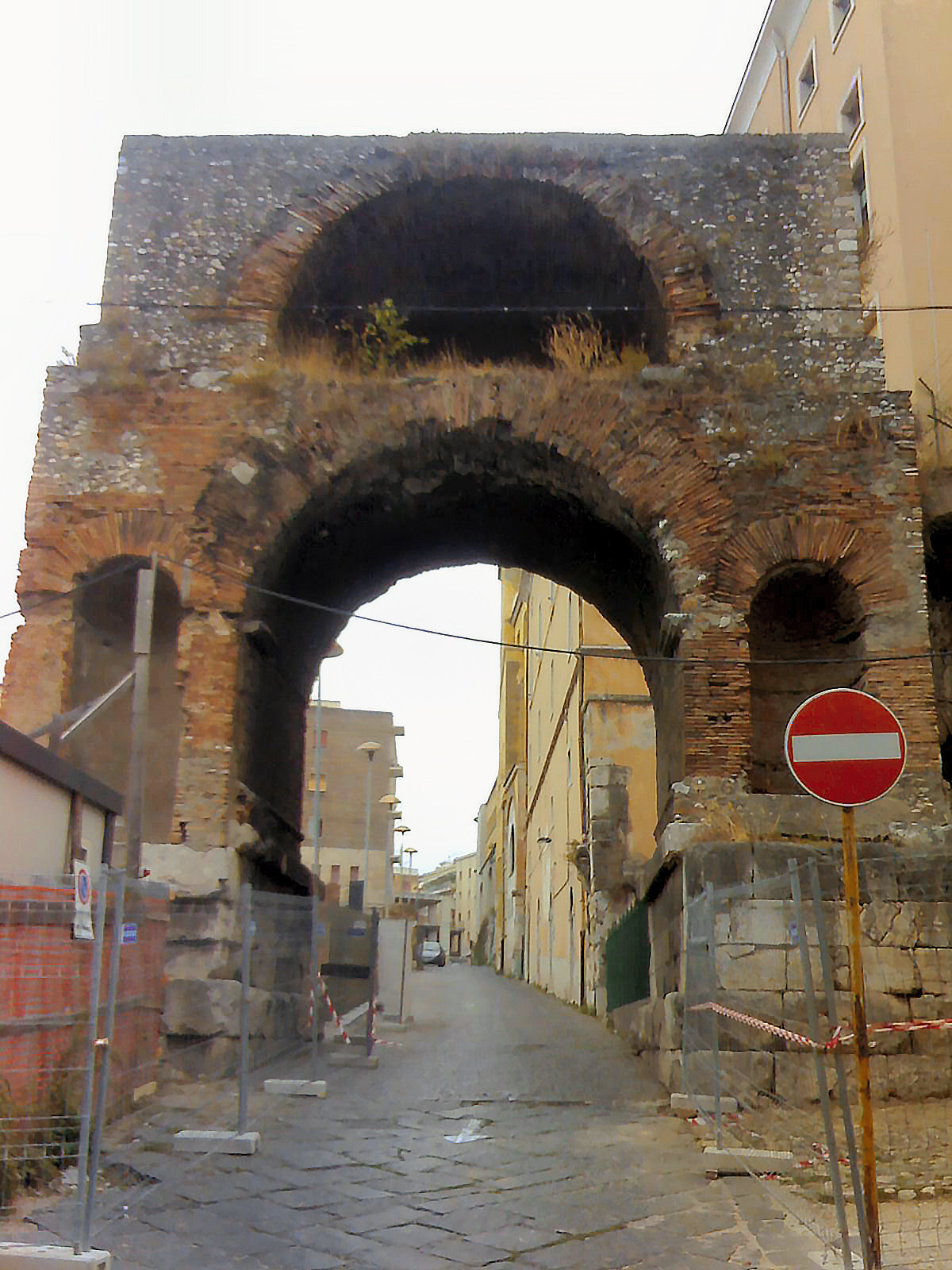
L'Arco prima del restauro

L'Arco del Sacramento, di costruzione romana, si trova a Benevento. Sormonta Via Carlo Torre, all'angolo del Palazzo Arcivescovile.
La costruzione dell'arco è databile tra la fine del I e l'inizio del II secolo. La facciata si presenta priva del rivestimento marmoreo, di cui rimangono alcuni lacerti, e delle statue originariamente alloggiate nelle nicchie ai lati delle fronti.
L'arco dava adito all'area del Foro, dalla parte meridionale della città, nei pressi del Teatro romano.
La riqualificazione dell'area è stata attuata grazie alla misura 5.1 del PIT ed è costata quasi 5 milioni di euro.
I lavori sono stati progettati e diretti dal Comune di Benevento con l'intervento sinergico della Soprintendenza archeologica di Salerno Avellino Benevento e la Seconda Università degli studi di Napoli. Il restauro dell'arco e delle strutture limitrofe hanno riportato alla luce un complesso termale presente nella zona. Il 9 luglio 2009 è stato inaugurato il percorso archeologico urbano.